# Flying Elephant
El Flying Elephant va ser un disseny de tanc superpesant, planejat però mai construït pels britànics durant la 1a Guerra Mundial.
Després de l'última demanda per a uns cinquanta Mark I més en l'abril de 1916, no se sap quants més se'n van produir. Tot va dependre de l'èxit de la nova arma. William Tritton, el co-dissenyador i coproductor del Mark I, va pensar que ja entenia què demostraria que és la seva debilitat principal.